# Littérature des secrets
La littérature des secrets est un genre littéraire.
Il a été identifié par John Ferguson en 1959 puis étudié par William Eamon (en).

## Historique

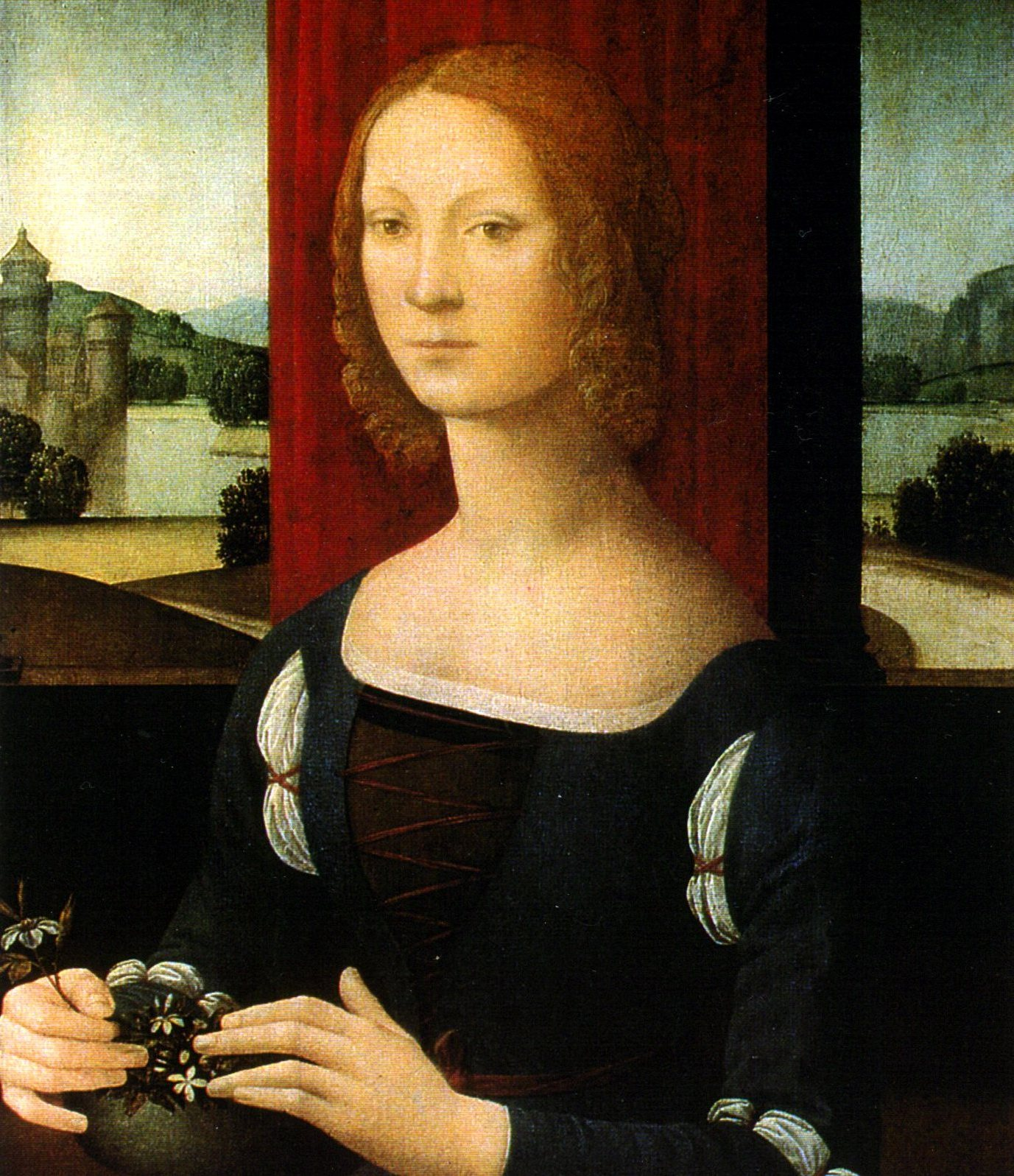
Catarina Sforza

Les grands recueils de secrets (secreti en italien) se banalisent à partir de l'Italie où à la Renaissance les villes italiennes connaîtront un véritable engouement notamment pour la cosmétologie et particulièrement à Venise, qui est encore jusqu'au milieu du XVIe siècle, le principal port des grandes routes commerciales reliant l'Orient à l’Europe du Nord : considérée comme la capitale européenne du luxe, la Sérénissime offrira à la littérature des secreti le terreau favorable à son épanouissement. Les recueils de secreti abordent tous le thème de la beauté féminine et les femmes aussi s'y intéressent comme Catarina Sforza qui rédigera Gli Experimenti.
Et vers 1555, c’est tout naturellement à Venise que paraît le premier traité européen de parfumerie traduit en français sous le titre de Secrets de Maître  Alexis le Piémontais.

## Contenu
Ces livres, souvent populaires, parfois savants, quelquefois ésotériques, rassemblent des recettes qui concernent la métallurgie, la verrerie, la fabrication des pigments pour la peinture, la teinture des tissus ou peaux ou métaux, l'alchimie pratique, la magie folklorique, la médecine par les herbes, la cuisine, la cosmétologie etc. 
À côté de l'aspect livres, on doit avoir à l'esprit l'aspect sociétés savantes. On peut citer :
- l'Accademia Segreta (Académie secrète), fondée en 1541 par Girolamo Ruscelli, forte de 24 membres ;
- l'Accademia dei Secreti (Académie des secrets), fondée vers 1563 par Della Porta (qu'il mentionne dans sa Magia naturalis, 2e éd., 1589) ;
- l'Accademia dei Lincei (Académie des Lyncéens), fondée en 1603, inspirée par Della Porta et sa Magia naturalis (1558), qui avait pour membres Della Porta et Galilée ;
- la Royal Society of London (Société Royale de Londres), fondée en 1660, inspirée par Francis Bacon, où Robert Boyle (1627-1691) faisait toutes sortes d'expériences et condamnait l'ésotérisme, les secrets (An Epistolical Discourse... inviting all true lovers of Virtue and Mankind, to a free and generous Communication of their Secrets and Receits in Physick, 1655).

## Textes relevant de la littérature des secrets

### Antiquité
- Bolos de Mendès le Pseudo-Démocrite (100 av. J.-C. selon R. Halleux). Traduction (contestée) des Phusika kai mustika. Questions naturelles et mystérieuses de Bolos de Mendès ("Démocrite") : Marcelin Berthelot et Charles-Émile Ruelle, Collection des anciens alchimistes grecs (C.A.A.G., 1888, réimpr. Osnabrück 1967), t. III : Traduction. [3]. Traduction à paraître : Les alchimistes grecs, Les Belles Lettres, vol. 2 : Les vieux auteurs, I. Les 'physica et mystica' du Pseudo-Démocrite. Ostanès, Cléopâtre. Comarios. Isis à Horus. Hermès Trismégiste. Extraits : Les présocratiques (1988), édi. Jean-Paul Dumont, Gallimard, coll. « Folio Essais »,  1991, p. 572-584.
- Les Cyranides (Ier – IVe siècle), dans : Les Lapidaires de l'Antiquité et du Moyen Âge, éd. par Fernand de Mély, t. II (édition par Ruelle, 1898), t. III (traduction par Mély, 1902), Paris, Ernest Leroux[7].
- Papyrus de Leyde et de Stockholm (vers 300) : Les alchimistes grecs, t. I : Papyrus de Leyde. Papyrus de Stockholm. Recettes, trad. du grec, Les Belles Lettres, Paris, 1981. Le papyrus X de Leyde contient 99 recettes sur la fabrication ou la contrefaçon de l'or et de l'argent et sur la teinture en fausse pourpre.

### Médiévaux
- Compositiones ad tingenda musica (vers 800), édi. par H. Hedfors, Uppsala, 1932. Original grec. Recettes de métallurgie, de verrerie, de teinture de peaux, d'écriture en or et en argent.
- Mappae Clavicula (Petite clé de la peinture, vers 820), édi. et trad. an. par C. S. Smith et J. G. Hawthorne,  Mappae clavicula. A little Key to the World of Medieval Technique, Philadelphie, 1974.
- Secretum Secretorum (vers 940 ?). Se présente comme une lettre adressée par Aristote à son ancien disciple Alexandre le Grand qui vient de vaincre Darius III. Un best-seller au Moyen Âge. Texte occultiste, avec physiognomonie, alchimie, mais aussi médecine, politique. Commenté comme authentique par Roger Bacon en 1275-1280. Le secret des secrets, ou Lettre [d'Aristote] à Alexandre [le Grand] (texte arabe Kitâb Sirr al-Asrâr. Livre du secret des secrets) vers 730, par Sâlim abû al-'Alâ, mais certains historiens, dont J. Ruska (Al-Razi's Buch Geheimnis der Geheimnisse, 1937, rééd. 1973) lui donnent pour auteur Abu Bakr Mohammad Ibn Zakariya al-Razi (865-925), d'autres ont proposé Yuhannâ ibn al-Bitrîq, vers 941 ; texte latin Secretum secretorum en version longue vers 1243, par Philippe de Tripoli. Secretum secretorum Aristotelis ad Alexandrum Magnum, Cambridge (Mass.), Omnisys, 1990, 153 p. (reprint de l’éd. de Venise en 1555)[8].
- Héraclius, De coloribus et artibus Romanorum (Des couleurs et des arts chez les Romains, Xe siècle), édi. par M. P. Merrifield, Original Treatises on the arts of painting in oil..., Londres, 1849, t. I, p. 166-257.
- Theophilus Presbyter (= Roger d'Helmarshausen ?), De diversis artibus (Des divers arts, 1120), édi. et trad. anglaise, C. R. Dodwell, Londres et Édimbourg, Thomas Nelson, 1961. Theophili presbyteri et monachi libri tres, seu diversarum artium schedula.- Théophile prêtre et moine, essais sur divers arts, trad. par le comte Charles de l'Escalopier, introduction par J.-M. Guichard, 1844.
- Liber ignium attribué à Marcus Graecus, compilation de recettes pyrotechniques
- Grand Albert (1245 ?–1703) : Claude Seignolle (édi.), Les Évangiles du diable. Le Grand et le Petit Albert, Paris, Robert Laffont, coll. « Bouquins »,  1999, 1050 p., p. 687-806 (Le Grand Albert), 807-895 (Secrets merveilleux de la magie naturelle et cabalistique du Petit Albert).

### XVIe-XVIIe
- les Kunstbüchlein (1530 ss.), de Christian Egenolff (Gebrauch d'Alchimei, 1531), etc. : cf. Ferguson, Some Early Treatises on Technological Chemistry, Proceedings of the Philosophical Society of Glasgow, 19 (1888), p. 126-159 ; 25 (1894), p. 224-235 ; 43 (1911), p. 232-258 ; 44 (1912), p. 149-181.
- Antoine Mizauld (v. 1520–1578), Memorabilium aliquod naturae arcanorum silvula, rerum variarum sympathias et antipathias..., Paris, 1555. Première encyclopédie des secrets (selon W. Eamon).
- Alessio Piemontese (Pseudo-Alexis de Piémont), Secreti del reverando donno Alessio piemontese (Venise, 1555). Trad. : Les secrets du seigneur Alexis Piemontois, Paris, 1573. Premier des grands professeurs des secrets en Italie (i professori de' secreti, 1520-1643).
- Giambattista della Porta (1535 ?–1615), Magia naturalis (1558 ; éd. aug. 1589), trad. : La Magie Naturelle ou les Secrets et Miracles de la Nature J-B De Porta - Édition conforme à celle de Lyon (1631) - H. Daragon Paris - Éditions du Prieuré (sans date). Deuxième grand professeur des secrets en Italie.
- Levinus Lemnius (1505–1558), Occulta naturae miracula (Anvers, 1559). Compendium de phénomènes occultes, de prodiges de la nature, de croyances populaires. Trad. : Les occultes merveilles et secrets de nature (1574)[9]. Deuxième encyclopédie des secrets.
- Isabella Cortese (dates ?), I secreti, Venise, 1561[10]. Grand professeur des secrets en Italie, l'unique femme.
- Leonardo Fioravanti (1518-1588), Del Compendio de i secreti rationali (Venise, 1564). Trad. an. : A Compendium of the rational secrets, Londres, 1582. Grand professeur des secrets en Italie.
- Girolamo Ruscelli (1500- v. 1566), Secreti nuovi di maravigliosi virtu (Venise, 1566). Grand professeur des secrets en Italie. Il serait l'auteur véritable des Secreti del reverando donno Alessio piemontese
- Thomas Lupton, Thousand notable things of sundrie sorts (1579). Compilation de folklore magique utilisant Pline, le Pseudo-Albert le Grand, Della Porta, Alessio Piemontese, Mizault, Cardan.
- Johann Jakob Wecker (1528-1586), De secretis, 1582. Trad. : Les secrets et merveilles de nature. Recueillies de divers auteurs et divisés en XVII livres (1633). Contient des extraits d'Héraclius. Troisième encyclopédie des secrets.
- Thomas Johnson, Cornucopie, or divers secrets. Werein is contained the rare secrets in Man, Beasts, Foules, Fishes, Trees, Plantes, Stones and such like (Londres, 1594).  Merveilles et expériences magiques.
- Nicolas Lémery (1645-1715), Nouveau recueil des plus beaux secrets de médecine, pour la guérison de toutes les maladies, blessures et autres accidens qui surviennent au corps humain, avec un Traité des plus excellens préservatifs contre la peste, fièvre pestilentielle et toutes sortes de maladies contagieuses. Le tout expérimenté, recueilli et donné au public par une personne très-habile et charitable (1694). Nouveau recueil des plus beaux secrets de médecine. pour la guérison de toute sorte de maladies. Augmenté d'un nouveau Recueil de recettes et d'expériences où l'on voit ce que l'art, la nature, la physique et ma médecine renferment de plus curieux, 1737, rééd. Kessinger, 2009. Les tomes III et IV portent sur tous les domaines[11]
- P. Macquer, Dictionnaire portatif des arts et métiers, contenant en abrégé l'histoire, la description et la police des arts et métiers, des fabriques et manufactures de France et des pays étrangers, Paris, 1766, 2 vol.[réf. nécessaire]

### Moderne
- Jean-Sébastien-Eugène Julia de Fontenelle, Manuel complet du bijoutier, du joaillier, de l'orfèvre, du graveur de métaux et du changeur, Paris, Roret, 1832. Ce sont les Manuels Roret.[réf. nécessaire]
- Marcel Bourdais, Livre d'or des connaissances utiles : Arts et métiers... ouvrage contenant les tours de main et les procédés les plus modernes pour la fabrication de tout en général bois, fer, verre, porcelaine, papier, tissus, dorure, argenture, nickelage, émaillage, vernissage, peinture, timbres en caoutchouc, encres, colles, ciments, badigeons, manchons à incandescence, filaments pour lampes électriques, etc., Paris, 1929.[réf. nécessaire]